# Obernheim-Kirchenarnbach
Obernheim-Kirchenarnbach ist die am weitesten nördlich liegende Ortsgemeinde des Landkreises Südwestpfalz in Rheinland-Pfalz. Sie gehört der Verbandsgemeinde Thaleischweiler-Wallhalben an, innerhalb derer sie gemessen an der Einwohnerzahl die drittgrößte Ortsgemeinde darstellt.

## Geographie
Obernheim-Kirchenarnbach liegt in einem Tal unterhalb der Sickinger Höhe am Rande des Pfälzerwaldes und bildet den nördlichen Abschluss des Landkreises Südwestpfalz. Nachbargemeinden sind – im Uhrzeigersinn – Oberarnbach, Bann, Queidersbach, Weselberg, Hettenhausen, Gerhardsbrunn und Mittelbrunn. Die Gemeinde gliedert sich in die Ortsteile Obernheim, Kirchenarnbach und Neumühle.

## Geschichte
Obernheim und Kirchenarnbach waren vor 1791 geteilt in einen leiningischen und einen sickingischen Anteil. Der sickingische Anteil gehörte zur Herrschaft Landstuhl. 1791 erwarben die Sickinger auch den leiningischen Anteil. 1801 fiel die Herrschaft mit dem Linken Rheinufer an Frankreich.
Die Gemeinde Obernheim und Kirchenarnbach kam zum Kanton Landstuhl im Département Donnersberg. Von 1798 bis 1814, als die Region Teil der Französischen Republik (bis 1804) und anschließend Teil des Napoleonischen Kaiserreichs war, unterstand sie der Mairie Gerhardsbrunn.
1815 wurde die Region dem Kaisertum Österreich zugeschlagen. Bereits ein Jahr später wechselte die Gemeinde wie die gesamte Pfalz in das Königreich Bayern. Von 1818 bis 1862 gehörte „Kirchenarnbach und Obernheim“  – weiterhin Teil des fortan bayerischen Kantons Landstuhl – dem Landkommissariat Homburg an; aus diesem ging 1862 das Bezirksamt Homburg hervor.
Der Gemeindename wurde 1911 von Kirchenarnbach-Obernheim in Obernheim-Kirchenarnbach abgeändert.  Da ein Teil des Bezirksamts – einschließlich Homburg selbst – 1920 dem neu geschaffenen Saargebiet zugeschlagen wurde, wechselte die Gemeinde in das Bezirksamt Kaiserslautern, 1939 umbenannt in Landkreis Kaiserslautern. Nach dem Zweiten Weltkrieg wurde die Pfalz innerhalb der französischen Besatzungszone Teil des 1946 neu gebildeten Landes Rheinland-Pfalz. Im Zuge der ersten rheinland-pfälzischen Verwaltungsreform wurde die Gemeinde am 22. April 1972 in den Landkreis Pirmasens (ab 1997 Landkreis Südwestpfalz) umgegliedert und kam zur neu geschaffenen Verbandsgemeinde Wallhalben und 2014 zur Verbandsgemeinde Thaleischweiler-Wallhalben.

## Bevölkerung

### Bevölkerungsentwicklung
Die Entwicklung der Einwohnerzahl von Obernheim-Kirchenarnbach, bezogen auf das heutige Gemeindegebiet; die Werte von 1871 bis 1987 beruhen auf Volkszählungen:
| Jahr | Einwohner |
| 1815 | 428       |
| 1835 | 683       |
| 1871 | 779       |
| 1905 | 789       |
| 1939 | 1.077     |
| 1950 | 1.169     |

| Jahr | Einwohner |
| 1961 | 1.525     |
| 1970 | 1.746     |
| 1987 | 1.810     |
| 1997 | 2.016     |
| 2005 | 1.833     |
| 2023 | 1.611     |

### Religion
Ende 2014 waren 79,4 Prozent der Einwohner katholisch und 11,9 Prozent evangelisch. Die übrigen gehörten einer anderen Religion an oder waren konfessionslos.

## Politik

### Gemeinderat
Der Gemeinderat in Obernheim-Kirchenarnbach besteht aus 16 Ratsmitgliedern, die bei der Kommunalwahl am 9. Juni 2024 in einer personalisierten Verhältniswahl gewählt wurden, und der ehrenamtlichen Ortsbürgermeisterin als Vorsitzender.
Die Sitzverteilung im Gemeinderat:
| Wahl | CDU | FWG N | FWG O | WGH | WGF | Gesamt   |
| ---- | --- | ----- | ----- | --- | --- | -------- |
| 2024 | 7   | 7     | 2     | –   | –   | 16 Sitze |
| 2019 | 7   | 6     | 3     | –   | –   | 16 Sitze |
| 2014 | 7   | 4     | 1     | 4   | –   | 16 Sitze |
| 2009 | 6   | 2     | 1     | 3   | 4   | 16 Sitze |

- FWG N = Freie Wählergemeinschaft Neumühle e. V.
- FWG O = Freie Wählergemeinschaft Obernheim-Kirchenarnbach e. V.
- WGH = Wählergruppe Heintz
- WGF = Wählergruppe Flickinger

### Bürgermeister
Katharina Bäcker (FWG Neumühle) wurde am 19. August 2024 Ortsbürgermeisterin von Obernheim-Kirchenarnbach. Bei der Direktwahl am 9. Juni 2024 hatte sie sich mit einem Stimmenanteil von 50,7 % gegen einen Mitbewerber durchgesetzt.
Bäckers Vorgänger Andreas Traub (CDU) hatte das Amt 2004 übernommen. Zuletzt bei der Direktwahl am 26. Mai 2019 war er mit einem Stimmenanteil von 62,53 % für weitere fünf Jahre in seinem Amt bestätigt worden. Bei der Kommunalwahl 2024 kandidierte er nicht erneut für das Amt.

### Wappen
| Wappen von Obernheim-Kirchenarnbach | Blasonierung: „Von Rot und Grün gespalten, rechts ein schwarzer Wappenschild, darin fünf silberne Kugeln 2:1:2, mit stahlblauem Spangenhelm und goldener Helmzier in Form eines Schwanenrumpfes mit schwarzem Schnabel, hinten mit drei von schwarzen Hahnenfedern geschmückten roten Kugeln besetzt, links ein wachsender, silbern gemauerter, oben mit schwarzem Fachwerk versehener rotbedachter Kirchturm mit goldenem Kreuz.“ |
| Wappen von Obernheim-Kirchenarnbach | Wappenbegründung: Die fünf Bollen erinnern an die ehemaligen Ortsherren, die Herren von Sickingen. Es wurde 1960 vom Mainzer Innenministerium genehmigt. |

## Kultur und Sehenswürdigkeiten

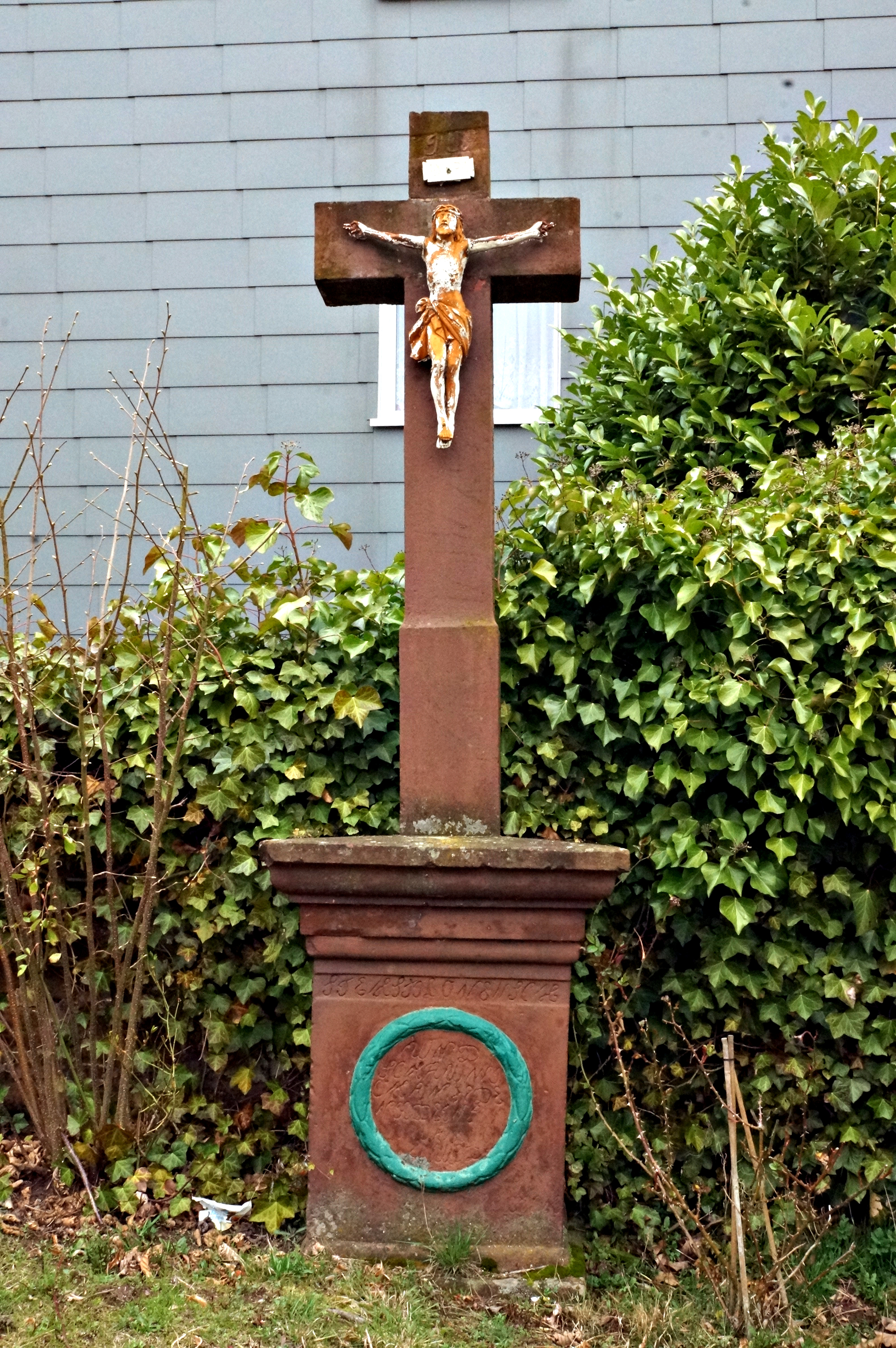
Denkmalgeschütztes Wegekreuz im Ort

### Kulturdenkmäler
Vor Ort existieren insgesamt 15 Objekte, die unter Denkmalschutz stehen, darunter die Katholische Kirchenruine aus dem 14. Jahrhundert, die in Relation zum Ort ungewöhnlich große St. Johannes-Kirche mit einer Orgel von Orgelbau Friedrich Weigle, die Wallfahrtskapelle Maria Bildeich und die protestantische Kirche; letztere beinhaltet eine von Hugo Mayer Orgelbau errichtete Orgel.
.

### Natur
Eine Linde im Siedlungsgebiet ist als Naturdenkmal ausgewiesen.

## Wirtschaft und Infrastruktur

### Verkehr
Durch den Ort führen die Kreisstraßen 16 und 20; erstere verläuft in West-Ost-Richtung und letztere verbindet die Gemeinde mit Wallhalben. Über die nahegelegene A 62 besteht Anschluss an den Fernverkehr. Nächstgelegene Bahnstation ist Landstuhl.

### Tourismus
Auf Gemarkung der Gemeinde befindet sich die 1981 eingeweihte auf 320 Meter Höhe liegende Hütte zur Saudell, die von der in Obernheim-Kirchenarnbach ansässigen Ortsgruppe des Pfälzerwald-Vereins betrieben wird.

## Persönlichkeiten

### Söhne und Töchter der Gemeinde
- Ludwig Habelitz (1889–1970), Politiker (CVP, CDU)

### Personen, die vor Ort gewirkt haben
- Joseph Sales Miltenberger (1777–1854), katholischer Priester, war 1809 Pfarrer in Kirchenarnbach
- Johannes Kriebitzsch (1857–1938), Glasmaler, bemalte 1899 die Fenster in der örtlichen Johanneskirche